# Eurocephalus
Genre
Eurocephalus est un genre de passereau constitué de deux espèces.

## Liste d'espèces
D'après la classification de référence (version 2.9, 2011) du Congrès ornithologique international (ordre phylogénique) :
- Eurocephalus ruppelli – Eurocéphale de Rüppell
- Eurocephalus anguitimens – Eurocéphale à couronne blanche

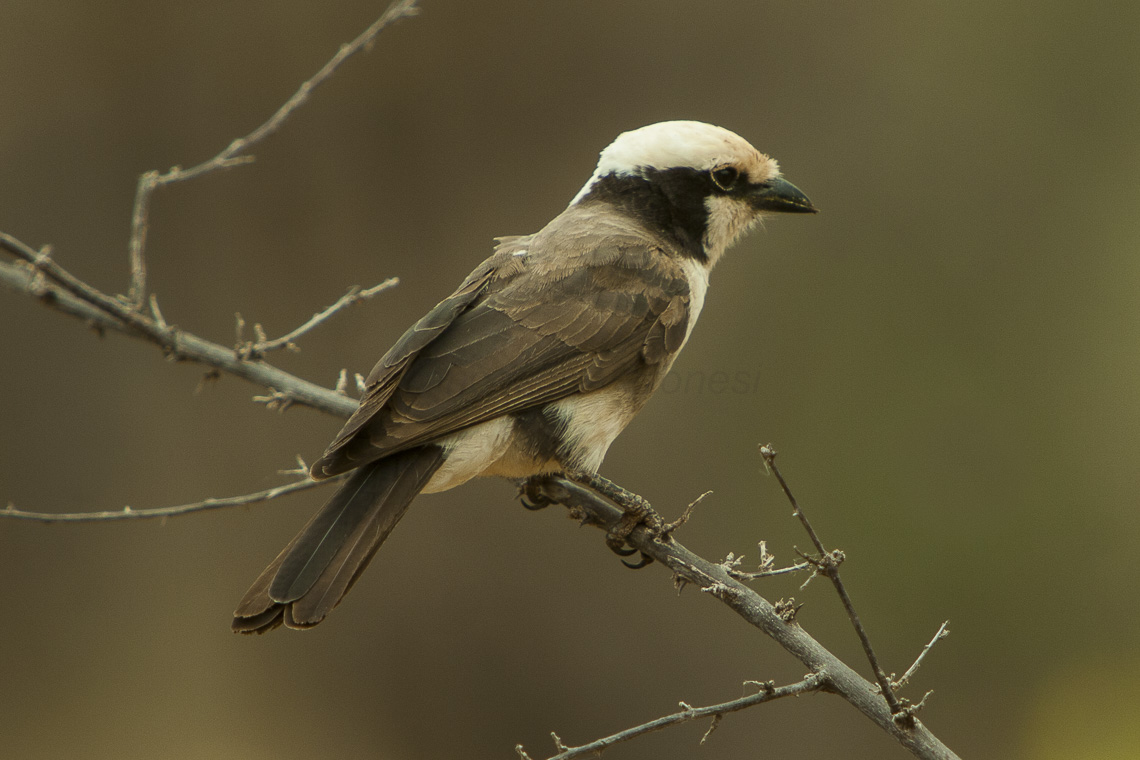
Eurocephalus ruppelli
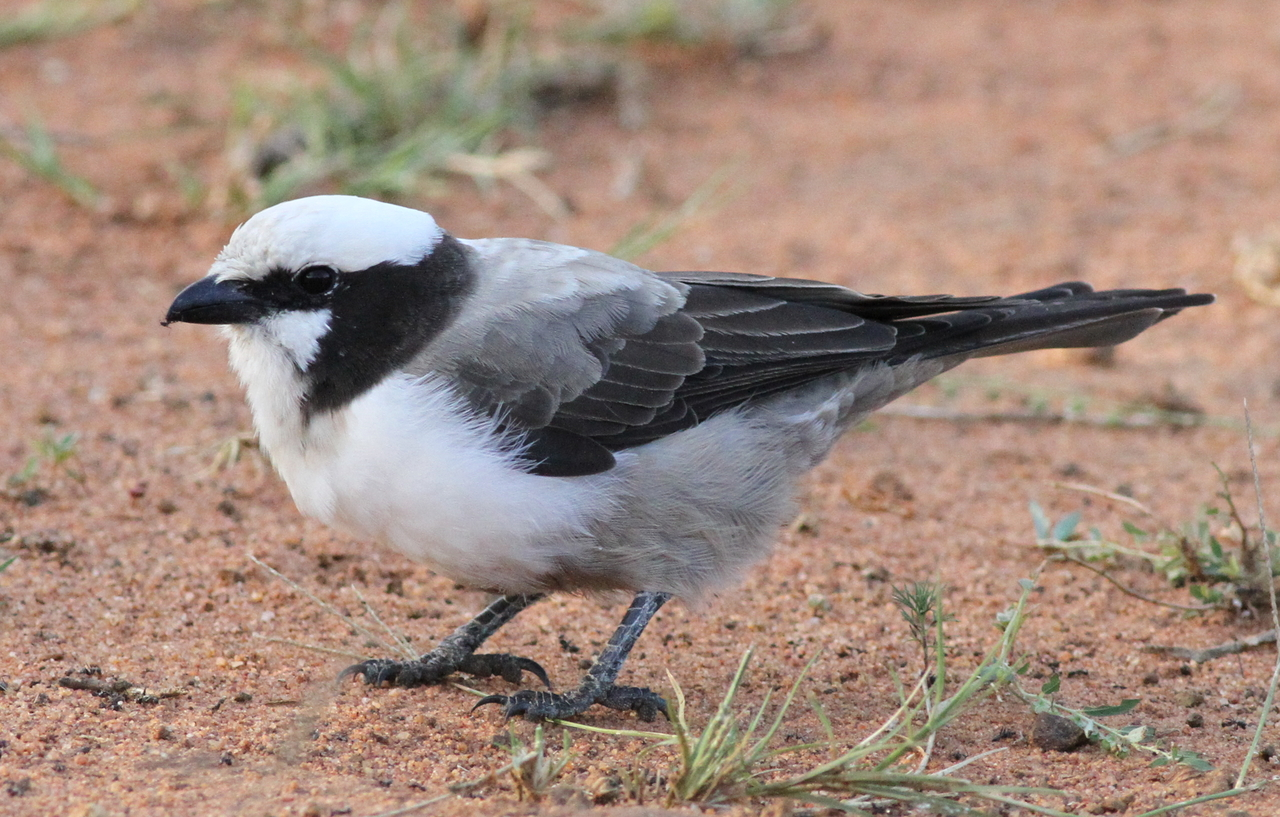
Eurocephalus anguitimens